# Bocageopsis canescens
Bocageopsis canescens (Benth.) R.E.Fr. – gatunek rośliny z rodziny flaszowcowatych (Annonaceae Juss.). Występuje naturalnie w Wenezueli, Kolumbii, Peru oraz Brazylii (w stanach Acre, Amazonas i Rondônia). 

## Morfologia
PokrójZimozielone drzewo dorastające do 10–16 m wysokości.
LiścieMają kształt od podłużnego do eliptycznego. Mierzą 7–13 cm długości oraz 2–4 cm szerokości. Ogonek liściowy jest lekko owłosiony i dorasta do 2–5 mm długości.
KwiatyZebrane po 6 w pęczkach. Rozwijają się w kątach pędów lub bezpośrednio na pniach i gałęziach (kaulifloria). Działki kielicha mają owalny kształt i dorastają do 1–2 mm długości. Płatki mają eliptyczny kształt i osiągają do 3–5 mm długości. Kwiaty mają 14 pręcików i 3 słupki.
OwocePojedyncze. Mają kulisty kształt. Osiągają 11 mm długości.

## Biologia i ekologia
Rośnie w zaroślach. Występuje na terenach nizinnych.